# 石生
石生（？—333年），十六国后赵宗室，羯族。上党郡武乡（今山西省榆社县西北）人。后赵开国皇帝石勒从子。
石生初官至司州刺史。324年，在新安击杀前赵河南郡太守尹平。攻打许昌颍川，在阳翟被东晋郭诵击败，退守康城。325年，攻打河南郡，击败颍川郡太守郭默。后来被郭默和前赵军击败，被围困在金墉城。326年，攻打汝南，抓住汝南国内史祖济。329年，被前赵刘胤围困在雍城，据城自守，联合中山王石虎在义渠击败刘胤。330年，封为河东王。奉命镇守关中。333年，石生讨伐丞相石虎，自称秦州刺史，遣将军郭权率鲜卑涉璝的二万人为前锋，自己率军到蒲坂，杀死石虎的儿子梁王前锋大都督石挺及丞相左长史刘隗，石虎奔回渑池，枕尸三百余里。但随即鲜卑与石虎勾结，反攻石生。石生不知道石挺已死，惊惧之下单骑逃到长安，郭权收余众退屯渭汭。石生弃长安奔至鸡头山，被部下杀死。